# Luigi Ghirri
Luigi Ghirri, né le 5 janvier 1943 à Scandiano, dans la province de Reggio d'Émilie en Émilie-Romagne, Italie et mort le 14 février 1992 à Roncocesi, est un photographe italien.

## Biographie
Né en 1943, il exerce le métier de géomètre dans sa province natale de Reggio d'Émilie jusqu'au début des années 1970.
Au cours des années 1970 et 1980, il réalise des milliers de photographies. Il publie en 1978 son premier livre, Kodachrome, et une grande exposition intitulée Vera photographia a lieu à Parme en 1979. 
Il choisit des sujets ordinaires, déambulant à Modène mais aussi, à l'occasion de ses voyages, à Paris et Amsterdam. Il travaille en couleurs. 
Il organise ses photographies en ensembles distincts. Ses thèmes sont variés : jardins de banlieue, publicités et plus généralement photographies présentes dans l'espace public, fêtes foraines et parcs d'attraction, pages d'un atlas photographiées de très près, inconnus...
Photographe adepte du vide habité qui opéra un tournant majeur dans les années 1970, il a réalisé un travail remarquable sur le peintre Giorgio Morandi, réalisé avec l'écrivain Giorgio Messori qui sera publié aux éditions contrejour.
Il est mort en 1992.
Exposé lors de Paris Photo 2007, son travail est montré à nouveau à Paris au Jeu de paume en 2019 à l'occasion de l'exposition Cartes et territoires.

## Œuvres
Il a regroupé ses œuvres en séries, :
- Kodachrome, 1970-1978 : photographies de panneaux publicitaires, affiches et autres images trouvées dans les rues de Modène. Cet ensemble inclut les Paesaggi di cartone, qui montrent l'importance des images photographiques dans la vie quotidienne, et la série Colazione sull'erba consacrée aux jardins des pavillons de banlieue ;
- In scala, 1977-1978 : sur le thème de l'Italie en miniature[3] ;
- Catalogo, 1971-1972 : façades de bâtiments ;
- Diaframma 11, 1/25, luce naturale, 1979 ;
- Atlante : photographies très rapprochées des pages d'un atlas ;
- Vedute, 1970-1979 : photographies dans lesquelles le cadre, les miroirs jouent un rôle important ;
- Il Paese dei balocchi, 1972-1979 : fête foraine à Modène ;
- Still Life, 1978-1981 : objets trouvés dans le marché aux puces de Modène ;
- Slot Machine : images publiées dans des magazines de photographie ;
- Versailles, 1985.

## Publications
- "Kodachrome", préface de Piero Berengo Gardin, contrejour et Punto e Virgola, 1978
- Catalogue de l'exposition Caserta, Versailles, Photographies de Luigi Ghirri et Cuchi White, Centre culturel français de Bologne, 1990.
- Luigi Ghirri, Project Prints, édité par Elena Re, textes de Andrea Bellini, Paola Borgonzoni Ghirri, Luigi Ghirri, Massimo Minini, Elena Re, éd. bil. anglais/italien, Dijon, France, Les Presses du réel, 2012, 224 p.  (ISBN 978-3-03764-249-8).

## Expositions
- 2 novembre - 18 décembre 1992 : Luigi Ghirri, Institut culturel italien, Paris.
- 12 février - 30 mars 1997 : Luigi Ghirri : voyage dans les images, Galerie municipale du Château d'eau, Toulouse.
- 3 novembre - 1er décembre 2012 : Thanks to Luigi Ghirri & Italian emerging photography, Espace photographique de Sauroy, Paris, dans le cadre du Mois de la photo[4]

puis 6 avril - 2 juin 2013 : Museo civico Floriano Bodini, Gemonio ; 11 juin - 19 juillet 2013 : Montrasio arte, Milan ; 7 septembre - 27 octobre 2013 : Galerie d'art contemporain, Arezzo.
photographies de Luigi Ghirri, Marco Barbon, Ottavia Castellina, Margherita Cesaretti, Alessandro Imbriaco, Claudia Pozzoli, Susanna Pozzoli.
- 4 mai - 2 juillet 2018 : Luigi Ghirri. Cartes et territoires : photographies des années 1970, Musée Folkwang, Essen

puis 25 septembre 2018 - 7 janvier 2019 : Musée national centre d'art Reina Sofía, Madrid ; 12 février - 2 juin 2019 : Jeu de paume, Paris